# Ivana Matović
Ivana Matović (serb. Ивана Матовић; ur. 11 września 1983 w Šabacu) – serbska koszykarka, występująca na pozycji środkowej.

## Osiągnięcia
Na podstawie, o ile nie zaznaczono inaczej.
Drużynowe
- Mistrzyni:
  - Euroligi (2008, 2015)
  - Eurocup (2006)
  - Węgier (2007)
  - Rosji (2008)
  - Polski (2009, 2010)
  - Turcji (2011, 2012, 2013)
  - Czech (2015)
- Wicemistrzyni:
  - Euroligi (2013, 2014)
  - Węgier (2005, 2006)
  - Turcji (2014)
- Zdobywczyni:
  - Superpucharu Europy FIBA (2015)
  - pucharu:
    - Jugosławii (2001)
    - Węgier (2007)
    - Polski (2010)[3]
    - Prezydenta Turcji (2011, 2012, 2013)
    - Czech (2015)
- Uczestniczka rozgrywek:
  - Euroligi (2003–2014)
  - Pucharu Ronchetti (2000–2002)
  - Eurocup (2002/03)
- Finalistka:
  - Superpucharu Polski (2008, 2009)
  - Pucharu:
    - Turcji (2014)
    - Prezydenta Turcji (2010)
    - Polski (2009)
    - Czech (2004)

Indywidualne
- MVP Pucharu Polski (2010)[3]
- Uczestniczka:
  - ELW All-Star Game (2010)
  - meczu gwiazd PLKK (2010)[4]

Reprezentacja
- Uczestniczka:
  - mistrzostw Europy:
    - (2003 – 8. miejsce, 2005 – 9. miejsce)
    - U–18 (2000 – 9. miejsce)
- Wicemistrzyni Europy U–16 (1999)